# Bolephthyphantes indexoides
Bolephthyphantes indexoides är en spindelart som först beskrevs av Andrei V. Tanasevitch 1989.  Bolephthyphantes indexoides ingår i släktet Bolephthyphantes och familjen täckvävarspindlar. Inga underarter finns listade.